# Гомельський автобус
Гомельський автобус — мережа автобусних маршрутів міста Гомеля, обслуговується ВАТ «Гомельоблавтотранс». Основний вид наземного муніципального громадського транспорту міста. Мережа міських автобусів простирається й на низку приміських селищ (Берізки, Головінці, Більшовик, Прибор, Уза, Рандовка, Ченки та ін.).

## Історія
Згідно з одними джерелами, автобусний рух у Гомелі був відкритий 7 листопада 1924 року, коли автобуси вийшли на міські маршрути й на лінію Гомель — Новобеліца, в інших матеріалах стверджується, що автобусне сполучення було відкрито в 1947 році, коли на міських маршрутах почали працювати 10 машин.
У 1960 році, після поділу автотранспортної колони № 1 на парк таксомотора, автобусний парк і вантажне підприємство, було утворене автобусне підприємство — «Автобусний парк № 1», яке виконувало всі види автобусних перевезень: міські, приміські та міжміські. У парку налічувалося 179 автобусів, в основному, марок ЗІС-155, ЗІЛ-158, ЛАЗ-695Б, ПАЗ-651 і ПАЗ-652.
Перевезення виконувалися двома колонами: перша колона виконувала міжміські та приміські перевезення, а друга — міські. На підприємстві працювало 919 осіб, в тому числі 360 водіїв, 259 кондукторів, 185 ремонтних і допоміжних робітників. Середньомісячний пасажирооборот становив 16622 тисяч пас/км.
У 1974 році автобусний парк був перейменований в автоколону № 2443, в 1988 році — в автобусний парк № 1, а в 1994 році — в автобусне підприємство № 1. У 1986 році в зв'язку з тим, що територія підприємства стала замалою для розміщення наявного транспорту, а виробничі потужності не задовольняли потреби в ремонті, було розпочато будівництво філії автоколони № 2443. Станом на 1 січня 1986 року на балансі підприємства налічувалося 399 автобусів, у тому числі 138 автобусів ЛАЗ-695, 55 автобусів Ікарус-255 та 256, 58 автобусів Ікарус-280, 149 автобусів Ікарус-260.
У 1991 році після закінчення будівництва автобусний парк № 1 був розділений на два підприємства. На базі філії було створено автобусний парк № 6, куди передали міські маршрути й автобуси. На момент поділу на підприємстві налічувалося 406 автобусів, кількість працівників складала 1223 осіб. Після поділу в автобусному парку № 1 залишилося 214 автобусів і 878 працівників.
У 1979 році автобусна система Гомеля налічує 13 маршрутів, в 1985 — 15, в 1989 — 14, в 1995 — 20, в 1997 і 1999 — 21.
У 1988 році на маршрутах щодня курсувало 134 автобуса, було перевезено близько 84126,5 тисяч пасажирів. У 1988 році була введена в дію автоматизована система управління автобусними перевезеннями. У 1999 році в Гомелі налічувався 141 автобус.
Із 1997 по 2004 роки на міських маршрутах № 2, 13, 14 працювало п'ять двоповерхових автобусів MAN SD200 Waggon Union, що належали шостому автобусному парку.
У 2004 році Гомель став першим містом Білорусі, в яке був поставлений автобус моделі МАЗ-107 (виставковий екземпляр, який встиг попрацювати в Москві, Мозирі, Череповці; державний номер — ЄС 9351). У 2006 році автобуси МАЗ-107 стали закуповуватися масово. Також до міста надійшов 6000-й автобус, випущений Мінським автомобільним заводом (МАЗ-107 синього кольору, державний номер — АА 7655-3).
Перший МАЗ-203 Білорусі, що працює на міських маршрутах, також знаходиться в Гомелі. Це автобус з державним номером АА 9090-3, який почав роботу на маршрутах 29 березня 2007 року.
У серпні 2008 року в Гомелі з'явилися перші автобуси МАЗ-206, які курсують на міських і приміських маршрутах.
Нові автобуси комплектуються інформаційними системами, починаючи з 2006 року.
27 грудня 2006 року маршрут № 20 «Медмістечко — Стара Волотова» став маршрутом високої культури обслуговування. 22 січня 2007 року такий же статус був присвоєний і маршруту № 1 «Вокзал — Любенський».
1 липня 2015 року акціонерні товариства «Автобусний парк № 1» та «Автобусний парк № 6» були приєднані як філіали до ВАТ «Гомельоблавтотранс».

## Сучасність
Станом на 2020 рік парк пасажирського транспорту ВАТ «Гомельоблавтотранс» представлений автобусами Volkswagen Crafter, IVEKO, MERCEDES, МАЗ із кількістю посадочних місць від 19 до 57 пасажирів. Підприємство обслуговує 758 пасажирських маршрутів, з яких 20 — регулярні міжнародні до Києва, Чернігова, Москви, Вільнюса, Риги, Орла, Брянська, Новозибкова, Одеси, Трускавця, Білгород-Дністровського, Коростеня, Славутича, Залізного порту, Санкт-Петербургу.

## Автобусні парки Гомеля

Схема автобусних маршрутів Гомеля (серпень 2017)

### Автобусний парк №1
- Адреса: м. Гомель, вул. Барикіна, 134
- Маршрути: 1, 13, 13а, 16, 16а, 17, 18, 21, 21а, 21в, 23, 23а, 23б, 26, 33, 33а, 34, 35, 35а, 40, 43, 46, 50, 50а, 50б, 52, 54, 55, 60, 61, 62, 63.

### Автобусний парк №6
- Адреса: м. Гомель, вул. Федюнинського, 25
- Маршрути: 2, 2а, 3, 3а, 4, 4а, 4б, 5, 5а, 6, 7, 7а, 8, 8а, 8б, 9, 10, 10а, 10б, 11, 12, 14, 15, 16, 16а, 17, 18, 19, 20, 21 (від Хімзаводу), 22, 22а, 23, 25, 25а, 25б, 25в, 27, 28, 31, 33, 33а, 34, 36, 37, 38э, 39, 41, 42, 42а, 42б, 44, 48, 50, 50б, 52, 58, 58а.